# آنکیلیمیوونی
آنکیلیمیوونی (به لاتین: Ankilimivony) یک منطقهٔ مسکونی در ماداگاسکار است که در آتسیمو-آندرفانا واقع شده‌است.